# Ягодное (Климовский район)
Я́годное — деревня в Климовском районе Брянской области России. Входит в состав Чуровичского сельского поселения.

## История
Постановлением Брянского губисполкома хутор Ильенков переименован в Ягодный.

## Население
| 2010 | 2013 |
| ---- | ---- |
| 2    | →2   |

## Улицы
В деревне имеется одна улица — Лесная.